# L'armata Brancaleone
L'armata Brancaleone és una pel·lícula italiana de 1966, dirigida per Mario Monicelli, protagonitzada per Vittorio Gassman, Gian Maria Volonté, Enrico Maria Salerno, Catherine Spaak, Folco Lulli, Maria Grazia Bucella i Barbara Steele en els papers principals.

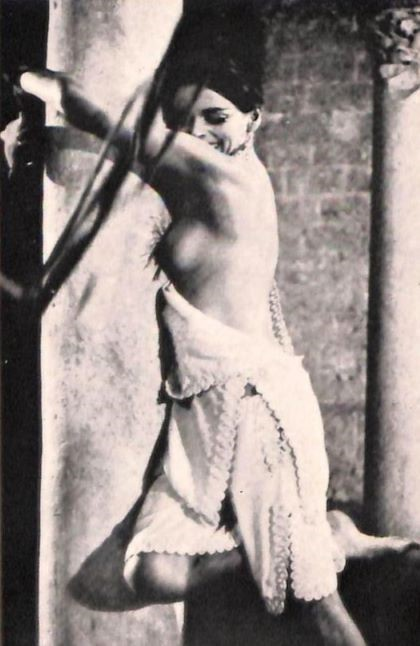
Barbara Steele fustigada a "L'armata Brancaleone"

Guardonada amb tres Nastri d'argento 1967: a la millor fotografia, al millor vestuari i a la millor música. Fou presentada a concurs al 19è Festival Internacional de Cinema de Canes. Al 31 de desembre de 1970 havia recaptat un total de 1.878.628.000 lires. Va tenir una seqüela anomenada Brancaleone alle crociate (1970), dirigida també per Mario Monicelli.

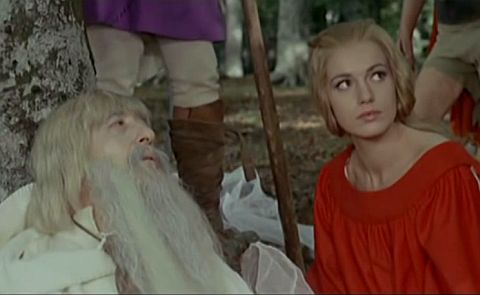
Gian Maria Volonté i Catherine Spaak a la pel·lícula

## Argument
La pel·lícula és considerada un clàssic del gènere cinematogràfic anomenat Commedia all'italiana, que retrata els costums de la cavalleria medieval a través de la sàtira, mostrant a un jove aristòcrata anomenat Brancaleone (Vittorio Gassman) que, educat en el codi ètic cavalleresc, ha de reclamar una presumpta herència que consisteix en un feu. Per a això Brancaleone recorre al suport d'un grapat de bandolers mal armats i molt poregosos, que només busquen fugir de les penúries del bandidatge sense córrer grans riscos, i als qui el fantasiós protagonista denomina seriosament "el meu exèrcit" (anomenat armata en italià). La ingenuïtat i poca valentia de Brancaleone i el seu poruc "exèrcit" causen situacions iròniques i jocoses mentre el grup d'aventurers pobrament equipats cerca portar a bon terme la seva missió.

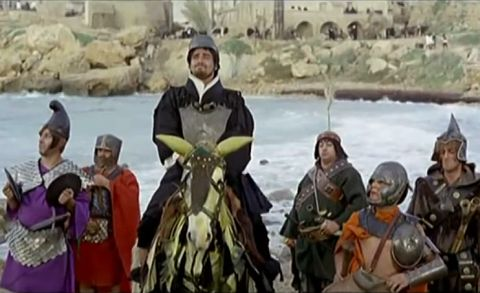
L'armata Brancaleone

## Repartiment
- Vittorio Gassman: Brancaleone da Norcia
- Gian Maria Volonté: Teofilatto dei Leonzi
- Carlo Pisacane: Abacuc
- Gianluigi Crescenzi: Taccone
- Ugo Fangareggi: Mangoldo
- Catherine Spaak: Matelda
- Folco Lulli: Pecoro
- Barbara Steele: Teodora
- Luigi Sangiorgi: Mastro Zito
- Enrico Maria Salerno: Zenone
- Maria Grazia Buccella: La vídua
- Pippo Starnazza: Piccioni
- Fulvia Franco: Luisa
- Tito García: Filuccio
- Joaquín Díaz: Guccione
- Luis Induni: Luigi di Sangi
- Carlos Ronda: Enrico di Andrea
- Juan C. Carlos: Aldo di Scaraffone
- Alfio Caltabiano: Arnolfo Mano-di-ferro
- Philippa de la Barre de Nanteuil: Isadora

## Comentaris
Arran de l'èxit d'aquesta pel·lícula s'hauria usat a Itàlia en el llenguatge comú i efímerament l'expressió "armata brancaleone" per a designar humorísticament a "un grup improvisat de persones molt mal dirigides o molt mal equipades per a la missió que es proposen", però sense importància ni cap transcendència lingüística, més enllà d'una transitòria humorada.
En el film es mostra el protagonista Brancaleone que pren el seu idealisme i cavallerositat, mentre no oculta la seva inseguretat i la seva por al perill, de fet Mario Monicelli va insistir a mostrar un retrat molt més realista i cru de la Itàlia medieval, en comparació a l'acostumat fins llavors; alhora es ressaltaven les pors i temors de l'home comú enfront del perill. Així, en la trama, Brancaleone i els seus homes enfronten perills molt reals de l'època com la pesta negra, els atacs sarraïns, els romans d'Orient i bàrbars, mostrant temes com les relacions socials pròpies del feudalisme i el poder de l'Església catòlica sobre les masses i les elits.
Al mateix temps es trenca amb estereotips propis de les pel·lícules amb tema medieval: un cavaller tradicional exhibeix por i escàs enginy, els seus "guerrers" també es mostren molt temorosos i amb ànsies de defugir tot risc, un monjo fanatitzat que justifica tot desastre amb la "falta de fe", una núvia medieval perd la seva virginitat voluntàriament només pel despit de ser rebutjada pel seu amant, mentre els pagesos atacats per bandolers també es mostren capaços de violència i rapacitat.

## Edició per la llar
La pel·lícula va ser distribuïda en DVD per primera vegada el 26 de febrer de 2004 per Medusa Video, a la sèrie Il grande cinema; la restauració es va fer amb la contribució de Blockbuster i el DVD incloïa com a extra un informatiu de cinema i un clip mut sense restaurar. El 23 de gener de 2006, amb motiu del seu quarantè aniversari, la pel·lícula es va presentar a la Casa del cinema amb una nova restauració a càrrec de la Philip Morris Progetto Cinema Association, coordinada per Alessandra Giusti i a cura de Giuseppe Rotunno. La pel·lícula es va estrenar llavors en DVD en un nova edició (sense extres) de 01 Distribution el 22 d'abril de 2009 a la sèrie Italiani da culto, mentre que l'1 de desembre de 2021 Eagle Pictures va distribuir la pel·lícula en DVD amb una nova restauració realitzada l'any 2017 per la Cineteca di Bologna, amb la qualificació supervisada per Daniele Ciprì; el DVD inclou una galeria de fotos i el tràiler.